# 酒井了次
酒井 了次（さかい のりつぐ）は、江戸時代の寄合旗本。庄内藩一門酒井吉之丞（玄蕃）家の祖。

## 経歴
慶長11年（1606年）、酒井家次の五男として生まれる。元和8年（1622年）、兄忠勝が庄内藩主となった際に、5000石を分与されて寄合旗本となる。
宗家の家督横領を企む兄の忠重に讒言され、兄の忠勝により高野山入りを命ぜられたが、寛永12年（1635年）に密かに江戸に上って若年寄に密訴したため、忠勝の怒りを買い、庄内藩領内の黒川に幽閉された。軟禁状態にあり、里人の能舞を楽しみ、自らも鼓を打ち謡をしたが、寛永12年（1635年）5月10日配所にて死去。享年30。
没年は、大督寺の墓碑に記されたものは寛永12年、高野山の塔銘に記されたものは寛永13年（1636年）、酒井本家系図に記されたものは寛永14年（1637年）である。
嫡男忠崇は、酒井忠清の仲介で宗家の扶持を受けることとなり、承応2年（1653年）死去。忠崇の子の重盈は、弟の重秋と共に江戸から、庄内に下向して宗家に仕え、後に家老となる。
重盈の家は、酒井吉之丞（玄蕃）家と呼ばれ、代々藩内で重きを成した。重盈の後は、4代重栄、5代重喬、6代重頼、7代了知、8代了安、9代了繁、10代了明、11代了恒、12代了敏、13代調良と続く。
子孫の中でも、戊辰戦争で活躍した了恒（玄蕃）、その弟で庄内柿の生みの親の調良、同じく弟で書家の黒崎研堂は高名である。